# Yanbu National Petrochemical Company
Die Yanbu National Petrochemical Company (abgekürzt: Yansab, arabisch: شركة ينبع الوطنية للبتروكيماويات) ist ein saudi-arabisches Unternehmen mit Sitz in Yanbu, das in der Petrochemie tätig ist. Es hat eine jährliche Kapazität von über 4 Millionen Tonnen petrochemischer Produkte, darunter Ethylen, Propylen, Mono-Ethylenglykol, Di-Ethylenglykol, Tri-Ethylenglykol, Polypropylen, Polyethylen niedriger linearer Dichte, Polyethylen hoher Dichte, Buten-Isomere, MTBE, Benzol und Toluol-Xylol. Die Produkte werden unter anderem in der Textil- und Verpackungsindustrie, für Druckrohre, Wasser- und Gastransport, Spritzgussartikel und Gießfolienanwendungen verwendet.
Yansab ist eine Tochtergesellschaft der Saudi Basic Industries Corporation (SABIC). Diese hat einen Anteil von 51 % an Yansab. Die SABIC-Tochterunternehmen Ibn Rushd und Tayef besitzen 10 % des Yansab-Kapitals. Ca. 35 % von Yansab sind Streubesitz.

## Geschichte
Yansab wurde im Jahr 2006 gegründet. Die Produktion begann im Jahr 2010, im gleichen Jahr wurde der erste Gewinn ausgewiesen. Die erste Dividende wurde im Jahr 2013 ausgezahlt. Mit dem Bau des Komplexes T/A 1 wurde 2015, mit T/A 2 wurde 2023 begonnen. Im Jahr 2019 wurde ein neuer Produktionsrekord erzielt.